# Seznam majáků v Estonsku
Seznam majáků v Estonsku (estonsky tuletorn)
Estonsko, jedna ze tří pobaltských zemí, má dlouhé pobřeží s více než stovkou majáků provozovaných Estonským námořní úřadem (Veeteede Amet). 
Nezávislé Estonsko nemá dlouhou historii. Země byla od roku 1625 do roku 1710 součástí švédské říše, poté od roku 1710 do konce první světové války v roce 1918 patřila do ruské říše. Po dvou desetiletích nezávislosti byla od roku 1940 padesát let začleněna do Sovětského svazu. Nejstarší majáky pocházejí z období Ruského impéria a některé z nejnovějších jsou sovětské stavby.
Nejvyššími majáky jsou Pakri a Sõrve, oba mají výšku 52 metrů, nejvyšším litinovým majákem je Tahkuna vysoký 43 metry. Nejstarším majákem je Kõpu, který byl dostavěn v roce 1531.
Některé majáky jsou registrovány v národním registru památek Estonska.
V tabulce je uveden neúplný seznam majáků v Estonsku.
| Název                               | Obrázek | Místo                                                  | souřadnice                             | Výška majáku [m] | Výška světla m n. m. | Charakteristika                             | Charakteristika | Dosah nm (km)                                      | Rok stavba/přestavba               | EVA  |
| ----------------------------------- | ------- | ------------------------------------------------------ | -------------------------------------- | ---------------- | -------------------- | ------------------------------------------- | --------------- | -------------------------------------------------- | ---------------------------------- | ---- |
| Abruka náběžníkový horní            |         | Rižský záliv, ostrov Abruka                            | 58°8′56,62″ s. š., 22°31′27,52″ v. d.  | 36               | 38,2                 | Iso W 4s                                    |                 | 9 nm (17 km)                                       | 1897/1931                          | 972  |
| Abruka náběžníkový dolní            |         | Rižský záliv, ostrov Abruka                            | 58°9′1″ s. š., 22°32′8″ v. d.          | 21               | 22                   | Q W sektor 257,3°–261,3°                    |                 | 8 nm (15 km)                                       | 1998                               | 971  |
| Aksi                                |         | Finský záliv, Aksi                                     | 59°35′44″ s. š., 25°5′54″ v. d.        | 15               | 21,7                 | Fl G 3s                                     |                 | 6 nm (11 km)                                       | 1986                               | 175  |
| Anseküla náběžníkový horní s Lõu    |         | Baltské moře, vesnice Anseküla                         | 58°5′53,76″ s. š., 22°13′53,1″ v. d.   | 31               | 44,1                 | Fl W 1,5s                                   |                 | 9 nm (17 km)                                       | 1953                               | 932  |
| Lõu náběžníkový dolní s Anseküla    |         | Baltské moře vesnice Lõu                               | 58°6′17″ s. š., 22°10′47″ v. d.        | 9,6              | 11,9                 | Q(4) W/R/G 15s                              |                 | 3/7/3 nm                                           |                                    | 931  |
| Emmaste náběžníkový dolní           |         | Baltské moře, ostrov Hiiumaa, vesnice Rannaküla        | 58°41′27″ s. š., 22°33′13″ v. d.       | 11               | 11                   | Q W sektor 87,4°–91,4°                      |                 | 9 nm (17 km)                                       | 1935                               | 691  |
| Emmaste náběžníkový horní           |         | Baltské moře, ostrov Hiiumaa, vesnice Rannaküla        | 22°34′19,5″ s. š., 58°41′26,94″ v. d.  | 24,2             | 26,2                 | Iso W 4s sektor 87,4°–91,4°                 |                 | 9 nm (17 km)                                       | 1935, nová válcová věž v roce 2016 | 692  |
| Heltermaa náběžníkový horní (zadní) |         | Muhuský průliv, ostrov Hiiumaa, vesnice Heltermaa      | 58°51′53″ s. š., 23°2′32,5″ v. d.      | 18               | 17,7                 | Oc R 4s sektor 251,8°–257,8° perioda 1+3=4s |                 | 1,3 nm                                             | 1958                               | 602  |
| Heltermaa náběžníkový dolní         |         | Muhuský průliv, ostrov Hiiumaa, vesnice Heltermaa      | 58°51′56″ s. š., 23°2′52″ v. d.        | 8                | 12                   | Q R sektor 251,8°–257,8° perioda 0,5+0,5=1s |                 | 10 nm (19 km)                                      | 1948                               | 601  |
| Harilaiu                            |         | Baltské moře, ostrov Harilaid                          | 58°58′7,79″ s. š., 23°5′5,68″ v. d.    |                  | 18                   | Iso WRG 4s                                  |                 | 8 nm (13 km)                                       | 1849/1940                          | 587  |
| Hiiessaare                          |         | Baltské moře, ostrov Hiiumaa                           | 59°0′5,88″ s. š., 22°50′19,08″ v. d.   | 17               | 19                   | LFI W 6s                                    |                 | 8 nm (13 km)                                       | 1876/1953                          | 625  |
| Juminda                             |         | Kuusalu, Finský záliv, Baltské moře                    | 59°38′48,63″ s. š., 25°30′35,04″ v. d. | 32               | 40                   | LFI (2) W 15s                               |                 | 12 nm (22 km)                                      | 1931/1937                          | 110  |
| Kaavi                               |         | poloostrov Sõrve, ostrov Saaremaa, Baltské moře        | 57°58′55,92″ s. š., 22°11′43,2″ v. d.  | 15               | 20                   | Fl W 2.5s                                   |                 | 6 nm (11 km)                                       | 1954                               | 943  |
| Käsmu                               |         | Baltské moře, vesnice Käsmu                            | 59°36′17,06″ s. š., 25°55′24,07″ v. d. | 6                | 8,2                  | nečinný od 2004                             |                 | 13 nm                                              | 1892                               | 096  |
| Keri                                |         | ostrov Keri, Finský záliv,Baltské moře                 | 59°41′55,35″ s. š., 25°1′21,86″ v. d.  | 31               | 32,8                 | LFI W 15s                                   |                 | 11 nm (20 km)                                      | 1724                               | 155  |
| Kihnu                               |         | ostrov Kihnu, Baltské moře                             | 58°5′49,38″ s. š., 23°58′15,96″ v. d.  | 28               | 29                   | Fl(2) WR 12s                                |                 | 11 nm (20 km)                                      | 1865                               | 840  |
| Kiipsaare                           |         | poloostrova Harilaid Baltské moře                      | 58°29′45″ s. š., 21°50′28″ v. d.       | 25               |                      | Fl W 4s nečinný od 1992                     |                 | 15 nm (28 km)                                      | 1933                               |      |
| Kõpu                                |         | ostrov Hiiumaa, Finský záliv, Baltské moře             | 58°54′57,48″ s. š., 22°11′58,86″ v. d. | 36               | 102                  | Fl (2) W 10s                                |                 | 26 nm (48 km)                                      | 1531                               | 668  |
| Kübassaare                          |         | poloostrov Kübassaare, Baltské moře                    | 58°25′42,18″ s. š., 23°17′59,64″ v. d. | 18               | 20,4                 | LFl W 9s                                    |                 | 11 nm (20 km)                                      | 1916                               | 987  |
| Laidunina                           |         | Saaremaa, Finský záliv, Baltské moře                   | 58°22′45,96″ s. š., 23°5′17,46″ v. d.  | 26               | 33                   | nečinný od 1924                             |                 | 11 nm (20 km)                                      | 1904                               | 983  |
| Letipea                             |         | mys Letipea,Kunda, Baltské moře                        | 59°33′8,76″ s. š., 26°36′24,72″ v. d.  | 15               | 18,8                 | Fl (4) W 18s                                |                 | 7 nm (13 km)                                       | 1815/1951                          | 040  |
| Loode                               |         | poloostrova Sõrve, Rižský záliv, Baltské moře          | 57°58′21,84″ s. š., 21°59′1,44″ v. d.  | 15               | 19,2                 | Fl(2) W 10s                                 |                 | 6 nm (11 km)                                       | 1953                               | 934  |
| Mehikoorma jezerní maják            |         | Tartumaa, Teplé jezero                                 | 58°14′0,42″ s. š., 27°28′35,82″ v. d.  | 15               | 20                   | Fl W 4s                                     |                 | 10 nm (19 km)                                      | 1906/1938                          | P-30 |
| Mohni                               |         | Mohni, Finský záliv, Baltské moře                      | 59°41′2,1″ s. š., 25°47′43,56″ v. d.   | 27               | 33                   | LFI W 20s                                   |                 | 10 nm (19 km)                                      | 1806/1852                          | 100  |
| Naissaar                            |         | Naissaar, Baltské moře                                 | 59°36′13,26″ s. š., 24°30′38,16″ v. d. | 45               | 47,8                 | LFI W 10s                                   |                 | 12 nm (24 km)                                      | 1788 /1960                         | 320  |
| Narva-Jõesuu                        |         | Narva-Jõesuu, Baltské moře                             | 59°28′5,16″ s. š., 28°2′25,32″ v. d.   | 30               | 34                   | LFl W 12s                                   |                 | 17 nm (31 km)                                      | 1808 /1957                         | 001  |
| Ninaküla jezerní maják              |         | Čudsko-pskovské jezero                                 | 58°36′26,52″ s. š., 27°12′33,66″ v. d. | 10               | 15                   | Fl W 4s                                     |                 | 10 nm (19 km)                                      | 1938                               | P-12 |
| Norrby horní                        |         | Vormsi, Baltské moře                                   | 59°0′42,06″ s. š., 23°20′51,12″ v. d.  | 32               | 35,9                 | Iso W 4s                                    |                 | 12 nm (22 km)                                      | 1916 /1935                         | 448  |
| Norrby dolní                        |         | Vormsi, Baltské moře                                   | 59°1′12,12″ s. š., 23°21′4,02″ v. d.   | 22               | 22                   | Iso W 2s                                    |                 | 12 nm (22 km)                                      | 1916 /1935                         | 447  |
| Osmussaar                           |         | ostrovOsmussaar, Finský záliv                          | 59°18′12,96″ s. š., 23°21′40,26″ v. d. | 35               | 39                   | Fl(2) W 18s                                 |                 | 11 nm (20 km)                                      | 1954                               | 425  |
| Pakri                               |         | Paldiski, Finský záliv, Baltské moře                   | 59°23′14,64″ s. š., 24°2′15,78″ v. d.  | 52               | 73                   | LFl W 15s                                   |                 | 12 nm (22 km)                                      | 1889                               | 380  |
| Paralepa dolní                      |         | Haapsalu, Baltské moře                                 | 58°56′2,46″ s. š., 23°28′58,02″ v. d.  | 16               | 15                   | Q W 1s                                      |                 | 7 nm (13 km)                                       | 1916                               | 471  |
| Paralepa horní                      |         | Haapsalu, Baltské moře                                 | 58°55′39,48″ s. š., 23°29′21,18″ v. d. | 31               | 37                   | Iso W 4s                                    |                 | 8 nm (13 km)                                       | 1916/1932                          | 472  |
| Ristna                              |         | Hiiumaa, Baltské moře                                  | 58°56′24″ s. š., 22°3′19″ v. d.        | 30               | 37                   | LFI WR 15s                                  |                 | Bílá: 12 nm (22 km), červená: 8 nm (18 km)         | 1874/1920                          | 673  |
| Ruhnu                               |         | Ruhnu, Rižský záliv, Baltské moře                      | 57°48′4,86″ s. š., 23°15′36,54″ v. d.  | 40               | 64,7                 | Fl W 4s                                     |                 | 12 nm (22 km)                                      | 1877                               | 990  |
| Rukirrahu                           |         | ostrov Rukkirahu, Baltské moře                         | 58°54′15,18″ s. š., 23°21′0,48″ v. d.  | 16               | 18                   | Fl(2) WR 6s                                 |                 | 6 nm (11 km)                                       | 1940                               | 482  |
| Sääretuka                           |         | poloostrov Sandla, Rižský záliv, Baltské moře          | 58°15′38,52″ s. š., 22°49′15,6″ v. d.  | 15               | 19,7                 | Fl(3) W 15s                                 |                 | 6 nm (11 km)                                       | 1954                               | 977  |
| Sõmeri                              |         | poloostrově Sõmeri, Lärnumaa, Baltské moře             | 58°21′1,08″ s. š., 23°44′23,28″ v. d.  | 21               | 23,8                 | Fl W 6s                                     |                 | 9 nm (17 km)                                       | 1941/1954                          | 835  |
| Sorgu                               |         | Sorgu, Rižský záliv, Baltské moře                      | 58°10′43,46″ s. š., 24°11′58,71″ v. d. | 16               | 19                   | Fl(2) WR 9s                                 |                 | bílá 7 nm (13 km), červená 3 nm (5,5 km)           | 1864/1904                          | 860  |
| Sõru                                |         | Hiiumaa, Baltské moře                                  | 58°42′14,16″ s. š., 22°29′9,3″ v. d.   | 16               | 18                   | Iso WRG 4s                                  |                 | Bílá: 6 nm (11 km), červená: 8 nm (18 km)          | 1934                               | 702  |
| Sõrve                               |         | poloostrov Sõrve, Saaremaa, Rižský záliv, Baltské moře | 57°54′35,34″ s. š., 22°3′19,32″ v. d.  | 52               | 53                   | Fl W 15s                                    |                 | 15 nm (28 km)                                      | 1650/1960                          | 935  |
| Suurupi dolní                       |         | Harku, Finský záliv, Baltské moře                      | 59°28′18″ s. š., 24°24′59,58″ v. d.    | 15               | 18                   | lso W 3s                                    |                 | 11 nm (21 km)                                      | 1859                               | 374  |
| Suurupi horní                       |         | poloostrov Suurupi, Finský záliv, Baltské moře         | 59°27′48,78″ s. š., 24°22′49,08″ v. d. | 22               | 68                   | Oc(2) W 15s                                 |                 | 12 nm (24 km) a 15 nm                              | 1760/1812                          | 375  |
| Tahkuna                             |         | poloostrov Tahkuna, Hiiumaa, Baltské moře              | 59°5′29,04″ s. š., 22°35′10,26″ v. d.  | 43               | 43                   | LFI(2) W 15s                                |                 | 12 nm (22 km)                                      | 1875                               | 645  |
| Tallinn dolní                       |         | Tallinn, Finský záliv, Baltské moře                    | 59°26′13,98″ s. š., 24°47′55,02″ v. d. | 18               | 49,3                 | Oc WG 5s                                    |                 | bílé 12 nm (22 km), zelené 6 nm (11 km)            | 1806                               | 251  |
| Tallinn horní                       |         | Tallinn, Finský záliv, Baltské moře                    | 59°25′40,44″ s. š., 24°48′20,22″ v. d. | 40               | 80                   | Fl(5) W 5s                                  |                 | 12,6 nm (23,3 km)                                  | 1835/1896                          | 252  |
| Tallinnamadala                      |         | Finský záliv, Baltské moře                             | 59°42′43″ s. š., 24°43′53″ v. d.       | 29               | 31                   | FI (2) W 15s                                |                 | 10 nm (18 km)                                      | 1969                               | 200  |
| Vaindloo                            |         | Vaindloo, Baltské moře                                 | 59°49′1,56″ s. š., 26°21′38,52″ v. d.  | 17               | 20                   | FFl WR 15s                                  |                 | 11 nm (21 km)                                      | 1864                               | 045  |
| Viirelaiu                           |         | Ostrov Viirelaid, Hanila, Baltské moře                 | 58°32′41,49″ s. š., 23°26′34,33″ v. d. | 11               | 15                   | Fl WR 8s                                    |                 | 9 nm (17 km)                                       |                                    | 785  |
| Vilsandi                            |         | Vilsandi, Rižský záliv, Baltské moře                   | 58°22′58,32″ s. š., 21°48′45,78″ v. d. | 37               | 40                   | Fl(3) WR 15s                                |                 | bílá 12 nm (22 km), červená 6 nm (11 km)           | 1809                               | 925  |
| Virtsu                              |         | Hanila, Baltské moře                                   | 58°34′2,1″ s. š., 23°30′5,76″ v. d.    | 18               | 19                   | Fl W 5s                                     |                 | 11 nm (20 km)                                      | 1866/1951                          | 780  |
| Vormsi horní                        |         | Vormsi, Baltské moře                                   | 59°1′14,46″ s. š., 23°7′43,02″ v. d.   | 35               | 41                   | Iso W 6s                                    |                 | 9 nm (17 km)                                       | 1957                               | 594  |
| Vormsi (Saxby)                      |         | Saxby, Vormsi, Baltské moře                            | 59°1′39,35″ s. š., 23°7′2,78″ v. d.    | 24               | 27                   | Iso WRG 6s                                  |                 | Bílá:12 nm (22 km), červená a zelená: 7 nm (13 km) | 1864/1871                          | 595  |

Zdroj: